# Свидзинский, Станислав
Станислав Антоний Свидзинский (1684 — 7 ноября 1761, Сульгостув) — государственный и военный деятель Речи Посполитой, полковник коронных войск, региментарий украинского отряда, староста брацлавский (1721), радомский (1730) и литинский (1731), воевода брацлавский (1739—1754) и равский (1754—1761). Кавалер ордена Белого орла.

## Биография
Представитель польского шляхетского рода Свидзинских герба «Пулкозиц». Второй сын каштеляна гостынского Вавжинца Свидзинского (ум. 1725) от первого брака. Братья — стольник равский Ян и чашник равский Марцин Свидзинские.
После смерти своего отца Станислав Свидзинский стал владельцев имений Свидна, Струкова, Михайлович, Скарбовой Веси и Липно.
Свою карьеру начал с военной службы, служил в коронной армии, где дослужился до чина полковника, и много лет провёл на войнах и в походах, за все свои заслуги получил во владение несколько староств и звание сенатора. Его сын Михаил был женат на Барбаре Красинской, сестре Франциски Красинской, жены польского королевича, герцога Кароля Курляндского (сына короля Речи Посполитой Августа III Веттина). В 1739 году получил должность воеводы брацлавского, а в 1754 году стал воеводой равским.
До 1731 года Станислав Свидзинский проживал в Свидни, занимаясь политикой и военным делом. Знакомые характеризовали его как очень усердного человека. Деньги, получаемые от должностей, он направлял на содержание и расширение семейных доходов. Оплатил ремонт костёле в Кльвуви, основал приходской костёл в Михаловичах.
От своей жены получил во владение имение Сульгостув, где долго жил и скончался.

## Семья
В 1731 году женился на Марианне Дзиулянке, дочери стольника сандомирского Станислава и Софии Червинской, вдове стражника великого коронного Юзефа Бжуховского. Дети:
- Игнацы Свидзинский
- Михаил Свидзинский (1736—1788), староста и каштелян радомский
- Бонна Свидзинская, жена воеводы равского Казимира Грановского
- Марианна Свидзинская, жена каштеляна поланецкого Станислава Лянцкоронского